# 列昂尼德·基济姆
列昂尼德·杰尼索维奇·基济姆（俄语：Леонид Денисович Кизим，1941年8月5日—2010年6月14日），苏联宇航员，曾执行过三次太空任务，两次获颁“苏联英雄”荣誉称号。1995年获授空军上将军衔。
基济姆原是一名优秀的战斗机飞行员，1965年入选宇航员队伍。1986年，他和弗·索洛维约夫完成了人类历史上首次，也是迄今为止唯一一次载人空间站之间的飞行活动（和平号空间站和礼炮7号空间站）。

## 生平
1941年8月5日生于苏联乌克兰苏维埃社会主义共和国顿涅茨克州利曼。
1963年毕业于切尔尼戈夫高等军事飞行员学校，在外高加索军区战斗轰炸机团担任飞行员。1965年在空军组入选苏联宇航员队伍，接受了联盟号载人飞船和礼炮号空间站的相关飞行训练。1971年至1975年在加加林空军学院学习。
1980年11月27日，他作为联盟T-3号飞船的指令长，和马卡罗夫以及斯特列卡洛夫前往礼炮6号空间站，进行了一系列维修任务。1980年12月10日乘坐联盟T-3号飞船返回地球。
1984年2月8日，他作为指令长，和索洛维约夫以及阿季科夫搭乘联盟T-10前往礼炮7号空间站执行第三次远征任务。在空间站工作期间，他与索洛维约夫一起执行了6次舱外任务。4月，马雷舍夫、斯特列卡洛夫和拉科什·沙尔马搭乘联盟T-11号飞船到访了礼炮7号；7月，贾尼别科夫、萨维茨卡娅和沃尔克搭乘联盟T-12号飞船到访了礼炮7号。1984年10月2日，他和索洛维约夫以及拉科什·沙尔马乘坐联盟T-11号飞船返回地球。
1986年2月，和平号空间站成功发射进入太空，以接替礼炮7号空间站。1986年3月13日，他作为指令长，和飞行工程师索洛维约夫搭乘联盟T-15，执行和平号空间站第一次远征任务。他们首先完成了联盟T-15号飞船与和平号空间站的对接，然后用了近两个月时间完成了新空间站的整备等工作。5月5日，他们再次乘坐联盟T15号飞船，飞行29小时后与礼炮7号空间站对接，将礼炮7号上的原实验器材等设备通过联盟T-15转移至新的和平号空间站上。在礼炮7号空间站工作期间，他们进行了2次舱外任务，在舱外组装起长13米的桁架，并进行了太空焊接试验。6月25日，联盟T-15号飞船与礼炮7号空间站脱离，向和平号空间站飞去。26日，两人成功返回和平号空间站。7月16日，两人乘坐联盟T-15号飞船成功返回地球。
1987年至1989年，在苏军总参谋部军事学院深造。1989年6月，任苏联国防部太空设备管理局指挥测量综合设施中心副主任。1991年10月，任苏联国防部太空设备局副局长（1992年8月改组为俄罗斯太空军）。1993年5月至2001年9月，任圣彼得堡莫扎伊斯基军事航天工程学院院长。1995年授上将军衔。2001年9月因年龄原因退役。随后，他在圣彼得堡国立电子科技大学控制工程系担任教授。
2010年6月14日在莫斯科逝世。葬于特罗耶库罗夫公墓。

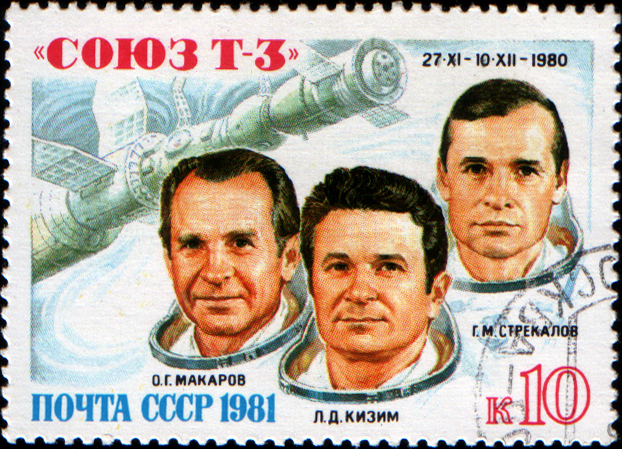
1981年苏联邮票：从左至右依次为马卡罗夫、基济姆、斯特列卡洛夫

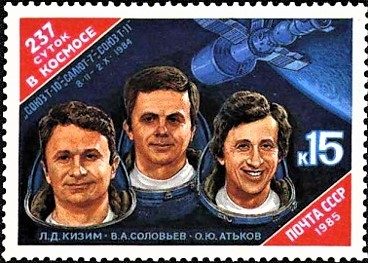
1985年苏联邮票：从左至右依次为基济姆、索洛维约夫、阿季科夫

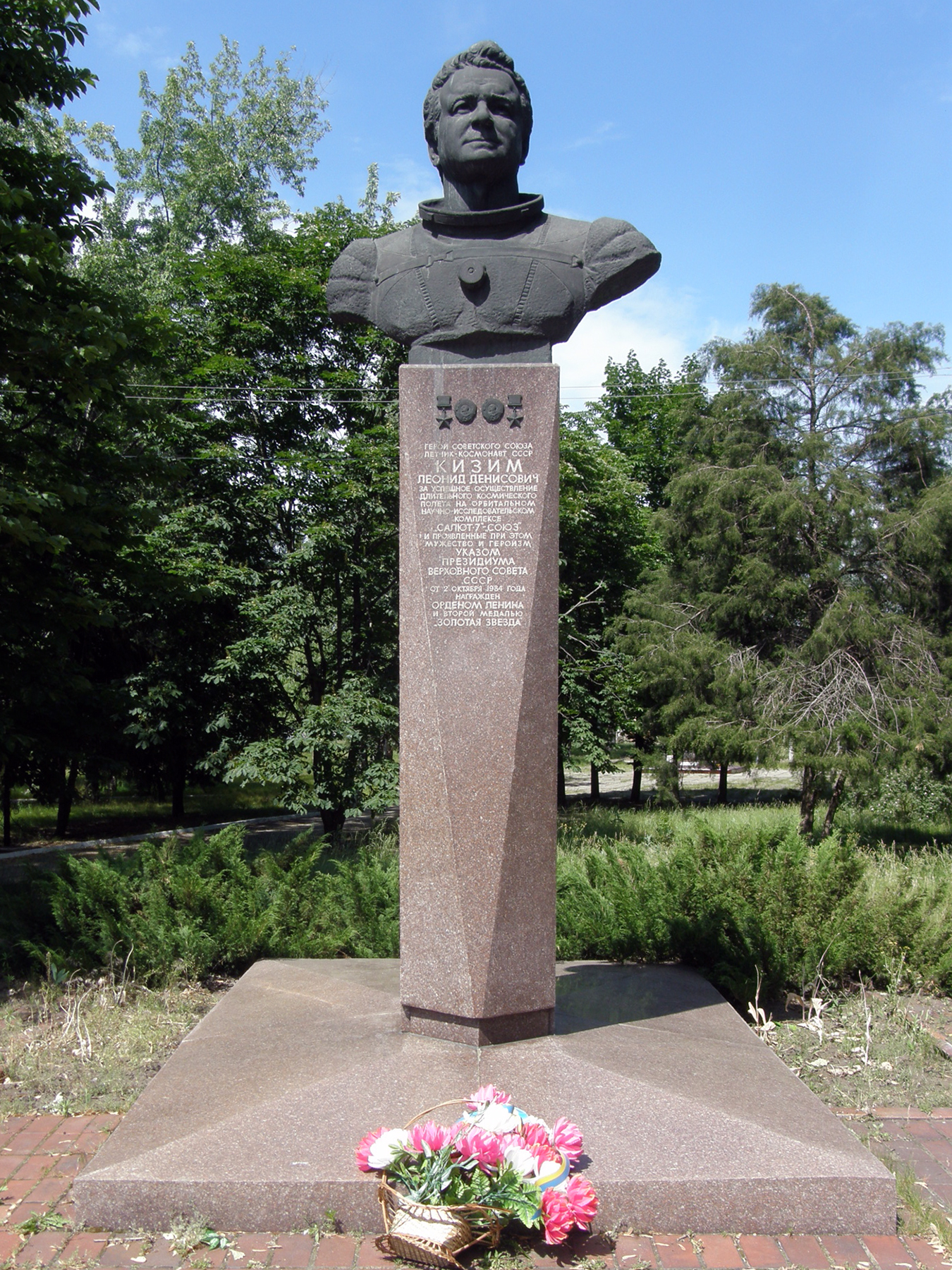
1987年，在家乡利曼建造的半身像

## 统计
| # | 发射载具 | 发射时间（UTC） | 对接空间站           | 着陆载具 | 着陆时间（UTC） | 时长总计              | 舱外活动次数 | 舱外活动时长 |
| - | -------- | --------------- | -------------------- | -------- | --------------- | --------------------- | ------------ | ------------ |
| 1 | 联盟T-3  | 1980年11月27日  | 礼炮6号空间站        | 联盟T-3  | 1980年12月10日  | 12天19小时7分钟42秒   | 0            | 0            |
| 2 | 联盟T-10 | 1984年2月8日    | 礼炮7号空间站        | 联盟T-11 | 1984年10月2日   | 236天22小时49分钟     | 6            | 22小时51分钟 |
| 3 | 联盟T-15 | 1986年3月13日   | 和平号-礼炮7号空间站 | 联盟T-17 | 1986年7月16日   | 125天00小时00分钟56秒 | 2            | 8小时30分钟  |
|   |          |                 |                      |          |                 | 374天17小时57分钟     | 8            | 31小时21分钟 |

太空行走统计
| #      | 日期（UTC）   | 同伴                  | 持续时长                       |
| ------ | ------------- | --------------------- | ------------------------------ |
| 1      | 1984年4月23日 | 弗拉基米尔·索洛维约夫 | 4小时20分钟                    |
| 2      | 1984年4月26日 | 弗拉基米尔·索洛维约夫 | 4小时56分钟                    |
| 3      | 1984年4月29日 | 弗拉基米尔·索洛维约夫 | 2小时45分钟                    |
| 4      | 1984年5月4日  | 弗拉基米尔·索洛维约夫 | 2小时45分钟                    |
| 5      | 1984年5月19日 | 弗拉基米尔·索洛维约夫 | 3小时05分钟                    |
| 6      | 1984年8月8日  | 弗拉基米尔·索洛维约夫 | 5小时00分钟                    |
| 7      | 1986年5月28日 | 弗拉基米尔·索洛维约夫 | 3小时50分钟                    |
| 8      | 1986年5月31日 | 弗拉基米尔·索洛维约夫 | 4小时40分钟（一说5小时00分钟） |
| 总时长 | 总时长        | 总时长                | 31小时21分钟                   |

## 荣誉
- 苏联英雄（1980年12月10日、1984年10月2日）
- 列寧勳章（1980年12月10日，1984年10月2日、1986年7月16日）
- 荣誉勋章（1998年2月23日）
- 友谊勋章（1996年2月21日）
- 拜科努尔荣誉市民（1980年）[11]
- 苏赫巴托尔勋章
- 法国荣誉军团骑士勋章（1982年）

## 军衔
- 少校（1971年2月3日）
- 中校（1974年5月7日）
- 上校（1980年12月12日）
- 空军少将（1992年7月7日）
- 中将（1993年12月31日）
- 上将（1995年5月5日）